# 霞ヶ関村
霞ヶ関村（かすみがせきむら）は、埼玉県入間郡に存在した村である。

## 地理
- 現在の川越市西部。当村を南から東の境を入間川、西から東にかけて小畔川が流れる。
- 現在は東武東上本線、川越線が通り、その交通の便の良さから霞ヶ関、伊勢原、川鶴など団地の造成も多く行われている。東京国際大学があるのも旧・霞ヶ関村の中である。

### 隣接していた自治体
- 川越市、名細村、鶴ヶ島村、大東村、高萩村、柏原村（1954年合併、狭山市となる）

## 歴史
村名の由来は、鎌倉街道にあった関所の名であるとされる。
なお、東京都の霞が関とは、直接の繋がりはない模様である。

### 沿革
- 1889年（明治22年）4月1日 - 町村制施行により、的場村、笠幡村、安比奈新田の3か村が合併、高麗郡霞ヶ関村が成立。
- 1896年（明治29年）4月1日 - 高麗郡が入間郡に編入、入間郡霞ヶ関村となる。
- 1916年（大正5年）10月27日 - 東上鉄道（現・東武東上本線）が坂戸町駅（現・坂戸駅）まで開通、当村内に的場駅（現・霞ヶ関駅）を開設。
- 1940年（昭和15年）7月22日 - 川越線が開通、当村内に的場駅、笠幡駅を開設。
- 1952年（昭和27年） - 鶴ヶ島村（現・鶴ヶ島市）大字大田ヶ谷の一部を編入。同時に霞ヶ関村大字笠幡の一部を鶴ヶ島村に編入。
- 1955年（昭和30年）4月1日 - 川越市に編入。

### 村域の変遷
| 1868年 以前 | 1868年 以前       | 1889年 (明治22) 4月1日 | 1896年 (明治29) 3月29日 | 1896年 (明治29) 3月29日 | 1952年 (昭和27) | 1955年 (昭和30) 4月1日 | 現在     |
| ----------- | ----------------- | ---------------------- | ----------------------- | ----------------------- | --------------- | ---------------------- | -------- |
|             | 笠幡村            | 高麗郡 霞ヶ関村        | 入間郡 に移行           | 霞ヶ関村                | 鶴ヶ島村 に編入 | 鶴ヶ島村               | 鶴ヶ島市 |
|             | 笠幡村            | 高麗郡 霞ヶ関村        | 入間郡 に移行           | 霞ヶ関村                | 霞ヶ関村        | 川越市 に編入          | 川越市   |
|             | 安比奈新田        | 高麗郡 霞ヶ関村        | 入間郡 に移行           | 霞ヶ関村                | 霞ヶ関村        | 川越市 に編入          | 川越市   |
|             | 的場村            | 高麗郡 霞ヶ関村        | 入間郡 に移行           | 霞ヶ関村                | 霞ヶ関村        | 川越市 に編入          | 川越市   |
|             | 太田ヶ谷村 の一部 | 高麗郡 鶴ヶ島村        | 入間郡 に移行           | 鶴ヶ島村                | 霞ヶ関村 に編入 | 川越市 に編入          | 川越市   |

## 地域
- 的場(まとば)　一部は現在の霞ヶ関北、霞ヶ関東、的場北、上戸新町、伊勢原町、的場新町。
- 笠幡(かさはた)　一部は現在の川鶴、かわつる三芳野、伊勢原町、的場新町、的場（一〜二丁目）。
- 安比奈新田(あいなしんでん)　入間川東岸には西武安比奈線の安比奈駅（貨物駅）があったが、2016年11月30日を以て廃止された。

## 村長
- 発智庄平：1914-1926

## 交通

### 鉄道
- 国鉄（JR東日本）
  - 川越線
    - 的場駅 - 笠幡駅
- 東武鉄道
  - 東上本線
    - 霞ヶ関駅